# Солпонтенше (Понта ду Сул)
Солпонтенше Футебул Клубе або просто Солпонтенше (порт. Solpontense Futebol Clube) — професіональний кабовердійський футбольний клуб з міста Понта-ду-Сол в північній частині острова Санту-Антау.

## Історія клубу
Клуб було засновано в 1900 році в місті Понта-ду-Сол в північній частині острова Санту-Антау. З 1997 року клуб займає друге місце за кількістю здобутих острівних трофеїв. Перше острівне чемпіонство «Солпонтенше» було завойоване в 1999 році, а наступне вже в 2000 році. Після цього клуб знову перемагає в острівному чемпіонаті в 2008 та 2010 роках. Остання на сьогодні перемога Солпонтенше в остівному чемпіонаті датується 2013 роком.
В інших турнірах клуб також досяг певних успіхів. Зокрема, ще до розподілу Чемпіонату острова Санту-Антау на північну та південні зони, клуб переміг в об'єднаному чемпіонаті острова в 1996, 1999, 2000, 2001 роках.
Відкритий чемпіонат острова Санту-Антау клуб виграв лише одного разу.

## Досягнення
- Чемпіонат острова Санту-Антау (Північ): 5 перемог

1998/99, 1999/00, 2007/08, 2009/10, 2012/13
- Чемпіонат острова Санту-Антау: 4 перемоги

1995/96, 1998/99, 1999/00, 2000/01
- Відкритий Чемпіонат острова Санту-Антау (Північ) з футболу: 1 перемога

1999/00

## Історія виступів у чемпіонатах та кубках

### Національний чемпіонат
| Сезон | Див. | Міс. | Іг. | В | Н | П | ЗМ | ПМ | РМ | О | Кубок        | Примітки        | Плей-оф         |
| ----- | ---- | ---- | --- | - | - | - | -- | -- | -- | - | ------------ | --------------- | --------------- |
| 1999  | 1A   | 3    | 6   | 2 | 2 | 2 | 14 | 8  | +6 | 8 |              | Не пробилися    | Не брали участі |
| 2000  | 1A   | 3    | 2   | 0 | 1 | 1 | 2  | 3  | -1 | 1 | Не пробилися | Не брали участі |                 |
| 2001  | 1    | 4    | 6   | 2 | 3 | 1 | 10 | 8  | +2 | 9 |              |                 |                 |
| 2008  | 1B   | 4    | 5   | 2 | 0 | 3 | 5  | 7  | -2 | 6 |              | Не пробилися    | Не брали участі |
| 2010  | 1A   | 6    | 5   | 1 | 1 | 3 | 7  | 14 | -7 | 4 |              | Не пробилися    | Не брали участі |
| 2013  | 1B   | 4    | 5   | 1 | 3 | 1 | 6  | 6  | 0  | 6 | Скасований   | Не пробилися    | Не брали участі |

### Острівний чемпіонат
| Сезон   | Див. | Міс. | Іг. | В | Н | П | ЗМ | ПМ | РМ  | О  | Кубок      | Суперкубок | Примітки                          |
| ------- | ---- | ---- | --- | - | - | - | -- | -- | --- | -- | ---------- | ---------- | --------------------------------- |
| 2007-08 | 2    | 1    | -   | - | - | - | -  | -  | -   |    |            |            | Вихід до національного Чемпіонату |
| 2009-10 | 2    | 1    | -   | - | - | - | -  | -  | -   | -  |            |            | Вихід до національного Чемпіонату |
| 2012-13 | 2    | 1    | 10  | - | - | - | -  | -  | -   | -  |            |            | Вихід до національного Чемпіонату |
| 2013-14 | 2    | 5    | 10  | 3 | 1 | 6 | 12 | 22 | -10 | 10 | Переможець |            | Вихід до національного Чемпіонату |
| 2014-15 | 2    | 3    | 10  | 3 | 4 | 3 | 9  | 10 | -1  | 13 |            |            |                                   |